# Liste der Monuments historiques in Tesson
Die Liste der Monuments historiques in Tesson führt die Monuments historiques in der französischen Gemeinde Tesson auf.

## Liste der Bauwerke
| Bezeichnung        | Beschreibung              | Standort | Kennzeichnung | Schutzstatus | Datum | Bild           |
| ------------------ | ------------------------- | -------- | ------------- | ------------ | ----- | -------------- |
| Kirche St-Grégoire | Erbaut im 12. Jahrhundert | (Lage)   | PA00105281    | Classé       | 1910  | weitere Bilder |

## Liste der Objekte
| Bezeichnung | Beschreibung          | Standort                         | Kennzeichnung | Schutzstatus | Datum | Bild |
| ----------- | --------------------- | -------------------------------- | ------------- | ------------ | ----- | ---- |
| Glocke      | Bronze, 1583 gegossen | in der Kirche St-Grégoire (Lage) | PM17000546    | Classé       | 1908  |      |